# Ob-La-Di, Ob-La-Da
"Ob-La-Di, Ob-La-Da" é uma canção dos Beatles lançada no álbum The Beatles ou Álbum Branco, de 1968. Composta por Paul McCartney porém creditada à dupla Lennon-McCartney, foi lançada como single tempos depois e alcançou grande sucesso no Reino Unido, onde tornou-se primeiro lugar nas paradas de sucesso britânicas em uma regravação com o grupo The Marmelade no mesmo ano do lançamento oficial pelos Beatles.

## Origens
Paul ouviu as palavras "Ob-la-di Ob-la-da" serem pronunciadas pela primeira vez pelo nigeriano Jimmy Scott, músico de conga que ele conheceu no clube Bag o'Nails, no Soho, em Londres. Um personagem extravagante e inesquecível com seus óculos escuros e roupas africanas, Scott era famoso pelas frases de efeito. Sua esposa, Lucrezia, diz que "ob la di, ob la da" é uma tradução fonético de algo que o pai costumava dizer a ele na língua urrobo, usada pelo povo warri no meio-oeste da Nigéria. "Tinha um significado especial que ele nunca contou a ninguém", ela diz. "Nem mesmo os Beatles sabiam o que significava. Uma vez perguntei a Paul o que significava, e ele disse que achava que era 'Comme ci, comme ça', mas não é isso. Para Jimmy, era como uma filosofia que ele carregou a vida toda."
Jimmy Anonmuogharan Scott Emuakpor nasceu em Sapele, Nigéria, e foi para a Inglaterra nos anos 1950, e lá trabalhou nos clubes de jazz do Soho. Ele tocou com Georgie Fame and the Blue Flames na década de 1960, foi músico de apoio de Stevie Wonder na turnê de 1965 pela Inglaterra e, depois, formou a própria Ob-la-di Ob-la-da Band. Compôs a trilha de algumas das cenas de dança no filme She (1965), de Robert Day, estrelado por Ursula Andress, Peter Cushing e Christopher Lee. Lucrezia diz que a expressão era bastante conhecida porque nos shows ele dizia "Ob la di", o público gritava "Ob la da", e depois Scott respondia "life goes on". O Fato de Paul ter usado o seu lema como base de uma música gerou polêmica. "Ele ficou incomodado quando fiz a música com a expressão porque queria receber direitos. Eu falei, 'qual é, Jimmy. É só uma expressão. Se você tivesse escrito a música, poderia receber uma parte'", Paul disse à Playboy em 1984.
"Ob-la-di, Ob-la-da" é citada com o primeiro exemplo de ska branco. Mesmo sendo uma frase em urrobo, a música que Paul compôs em torno dela e os personagens inventados eram da Jamaica. Quando gravou os vocais, Paul cometeu um erro ao cantar Desmond, em vez de Molly, "stayed at home and did his pretty face". Como os outros Beatles gostaram da escorregadela, ela foi mantida. Paul amava a música e queria que fosse um single, John sempre a detestou.
Jimmy Scott tocou congas na gravação (5 de julho de 1968) - única ocasião em que trabalhou com os Beatles. Lucrezia se lembra de ter sido chamada para ouvir uma gravação em playback e levar um papel timbrado da Ob-la-di Ob-la-da Band para mostrar a Paul como soletrar a frase. Naquele mesmo ano, Jimmy apareceu no álbum Beggars Banquet, dos Rolling Stones, e, em 1969, no show gratuito dos Stones no Hyde Park. Na mesma época, ele foi preso e levado para a prisão de Brixton para aguardar julgamento por não pagar pensão para a ex-mulher. Scott pediu à polícia para contratar o escritório dos Beatles e ver se Paul acertaria sua monstruosa dívida com o processo. Paul o fez, com a condição de que Jimmy retirasse a queixa contra ele por causa da música.

## Letra
A base da letra foi composta durante a meditação transcendental na Índia. Ele já tinha em sua cabeça o refrão citado por Jimmy Scott e após isso ele criou uma letra bobinha, porém de conteúdo muito alegre, que narra o encontro de Desmond e Molly Jones, que segue a linha de “Eleanor Rigby”, no caso de Molly Jones, já que esta é uma personagem fictícia. Já a personagem Desmond é um tributo a Desmond Dekker, lenda do reggae bastante apreciado pelos Beatles e que assim lhe prestaram homenagem.

## Gravação
Geoff Emerick disse que a “cereja no bolo” para esgotar sua paciência foi as gravações de “Ob-La-Di, Ob-La-Da”. “Aquilo era um pesadelo técnico e levou mais de dez dias para terminar. Numa ocasião, no calor das tensões, George Martin se inclinou ao microfone e sugeriu à Paul como ele deveria cantar certa parte da canção e Paul simplesmente virou para a cabine e disse ‘Então venha cantar você!’”
Ainda segundo Geoff, John Lennon dizia abertamente que “odiava a canção” e a chamava de “a baladinha de merda do Paul”. Num dos dias de gravação, Lennon saiu para espairecer e retornou algumas horas depois, totalmente dopado, dizendo em alto e bom som que nunca tinha estado daquele jeito antes. Então ele se sentou no piano e tocou a introdução dizendo que era aquilo que a música precisava, um pouco de animação. Aqueles acordes foram parar na edição final.
Um estudo científico de uma organização alemã classificou-a como "a música pop mais próxima da perfeição".

## Músicos
- Paul McCartney – vocal, baixo, baixolão, palmas, percussão vocal
- John Lennon – piano, backing vocal, palmas, percussão vocal
- George Harrison – violão, backing vocal, palmas, percussão vocal
- Ringo Starr – bateria, bongô, percussão, palmas, percussão vocal

- Outros créditos de Ian MacDonald e Mark Lewisohn

- Arranjo dos metais por George Martin